# Святошин (станция метро)
«Свято́шин» (укр. «Свято́шин»,  (слушать)о файле) — 14-я станция Киевского метрополитена. Находится в Святошинском районе. Расположена на Святошинско-Броварской линии, между станциями «Нивки» и «Житомирская». Поблизости находятся авиазавод «Антонов» и завод «АТЭК». На станции уставлено тактильное покрытие.

## История
Открыта 5 ноября 1971 года под названием «Святошино». В 1991 году последняя буква «о» была изъята из названия. Названа согласно расположенной неподалёку исторической местности Святошино. Пассажиропоток — 36,8 тыс. чел./сутки.

## Описание
Станция мелкого заложения из сборных железобетонных элементов, колонного типа, одного проекта со станцией «Нивки». Имеет подземный зал с посадочной платформой островного типа. Своды зала опираются на два ряда колонн. Зал с обеих сторон соединён лестницами с подземными вестибюлями, выходящими в подземные переходы под просп. Победы и путепроводом. Один из переходов также имеет выход к платформам железнодорожной станции Святошино. Наземные вестибюли отсутствуют.
Разница со станцией «Нивки» заключается лишь в облицовке колонн, некоторых архитектурных деталях и освещении — световая линия выполнена с закарнизным освещением. В конце 1990-х годов была выполнена замена технически и морально устаревшей световой линии из оргстекла на новую из алюминиевой рейки Luxalon, что придало станции более современный и опрятный вид.
В 1973 году архитекторов — авторов проектов станций «Октябрьская» и «Святошино» выдвигали на соискание Государственной премии УССР им. Т. Г. Шевченко.
С 24 февраля 2018 года станция находится на капитальном ремонте. Ведётся ремонт путевых стен, также запланирована установка лифтов для инвалидов. В ходе ремонта частично закрыт подземный переход и не функционируют выходы к проспекту Победы, заводу «АТЭК». Станция была открыта 1 ноября 2019 года.
В ходе реконструкции были изменены облицовка станции с сохранением стилистики (без большого орнамента на путевой стене), внутреннее обустройство (лавочки, указатели), оборудован лифт для маломобильных пассажиров, установлено тактильное покрытие, заменены турникеты, проведён ремонт также перехода, куда ведёт выход станции метро.

## Изображения

Станция после реконструкции
Платформа и путевая стена
Кассовый зал
Павильон входа на станцию на Берестейском проспекте
Турникеты в кассовом зале с лифтом для маломобильных пассажиров

Станция до реконструкции
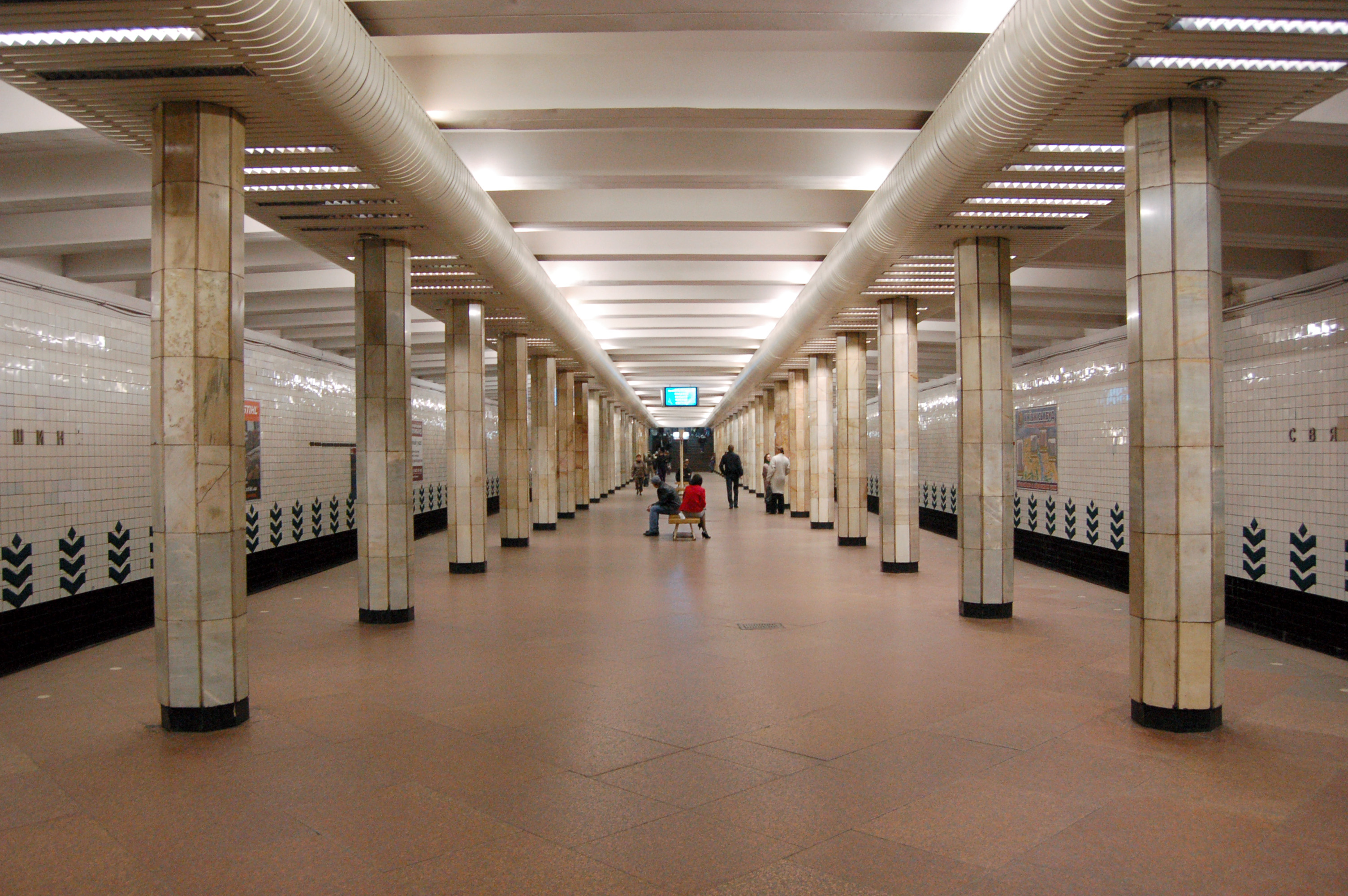
Платформа станции, вид в сторону восточного вестибюля
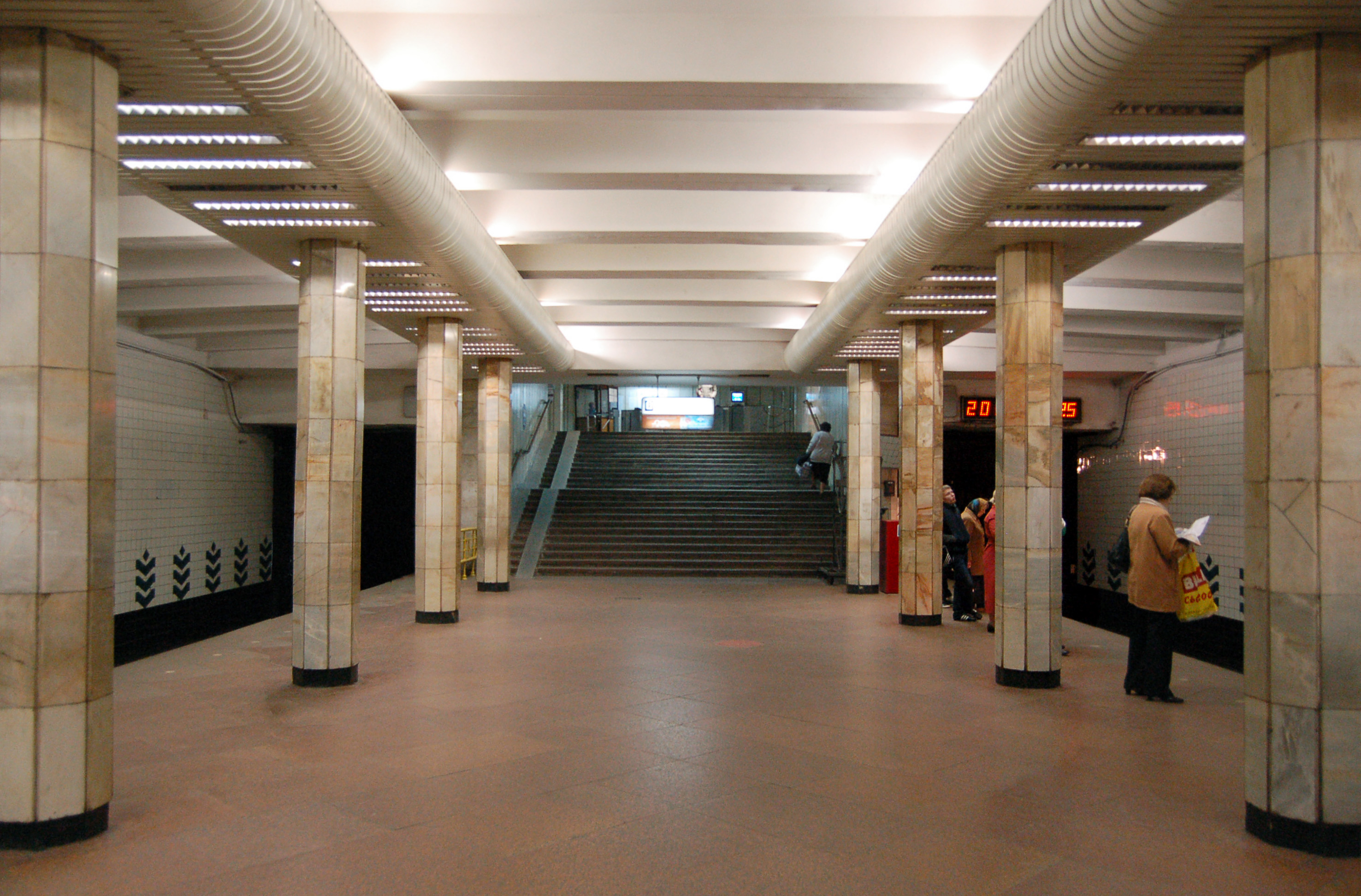
Платформа станции, вид в сторону западного вестибюля
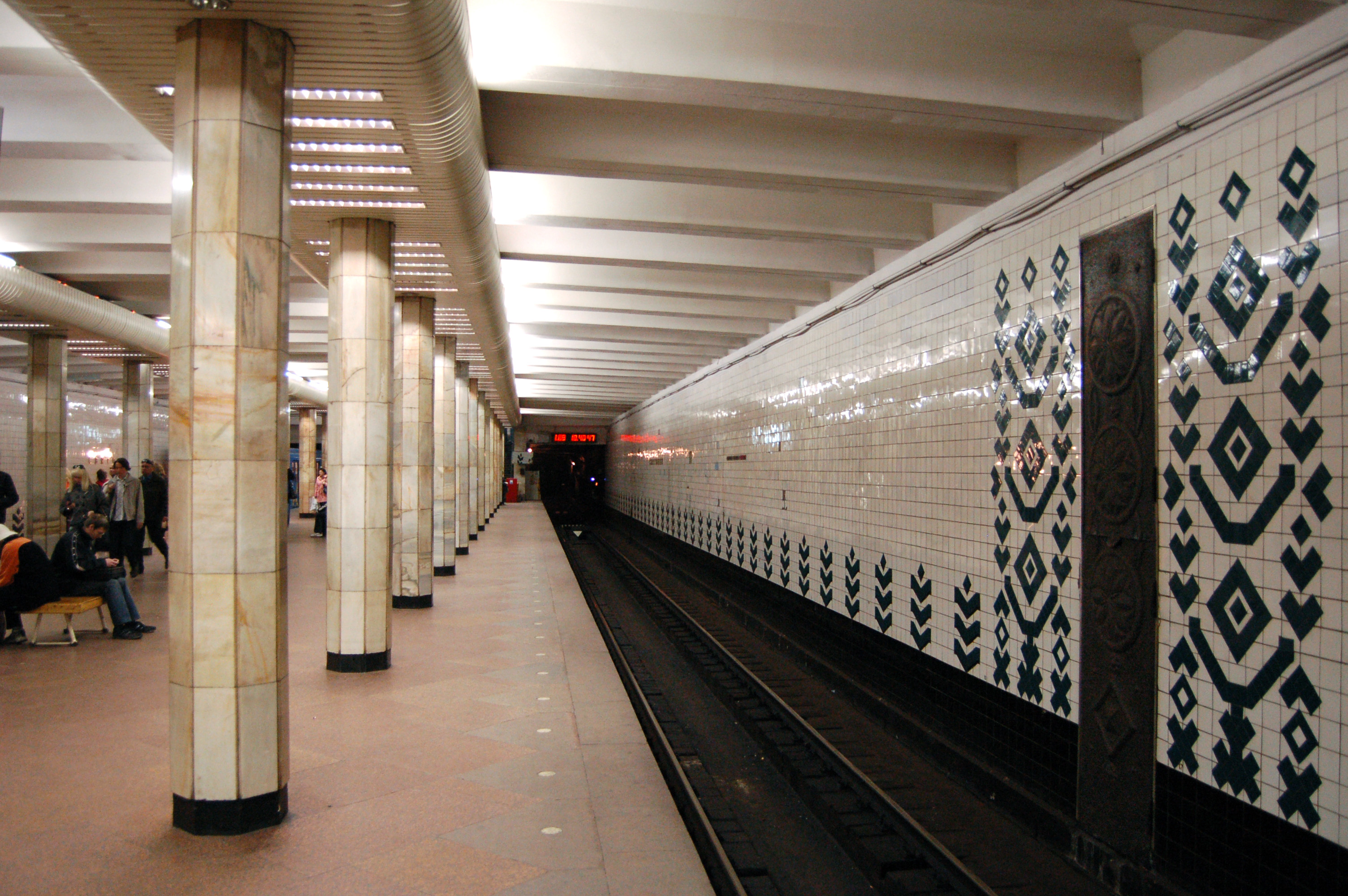
Посадочная платформа
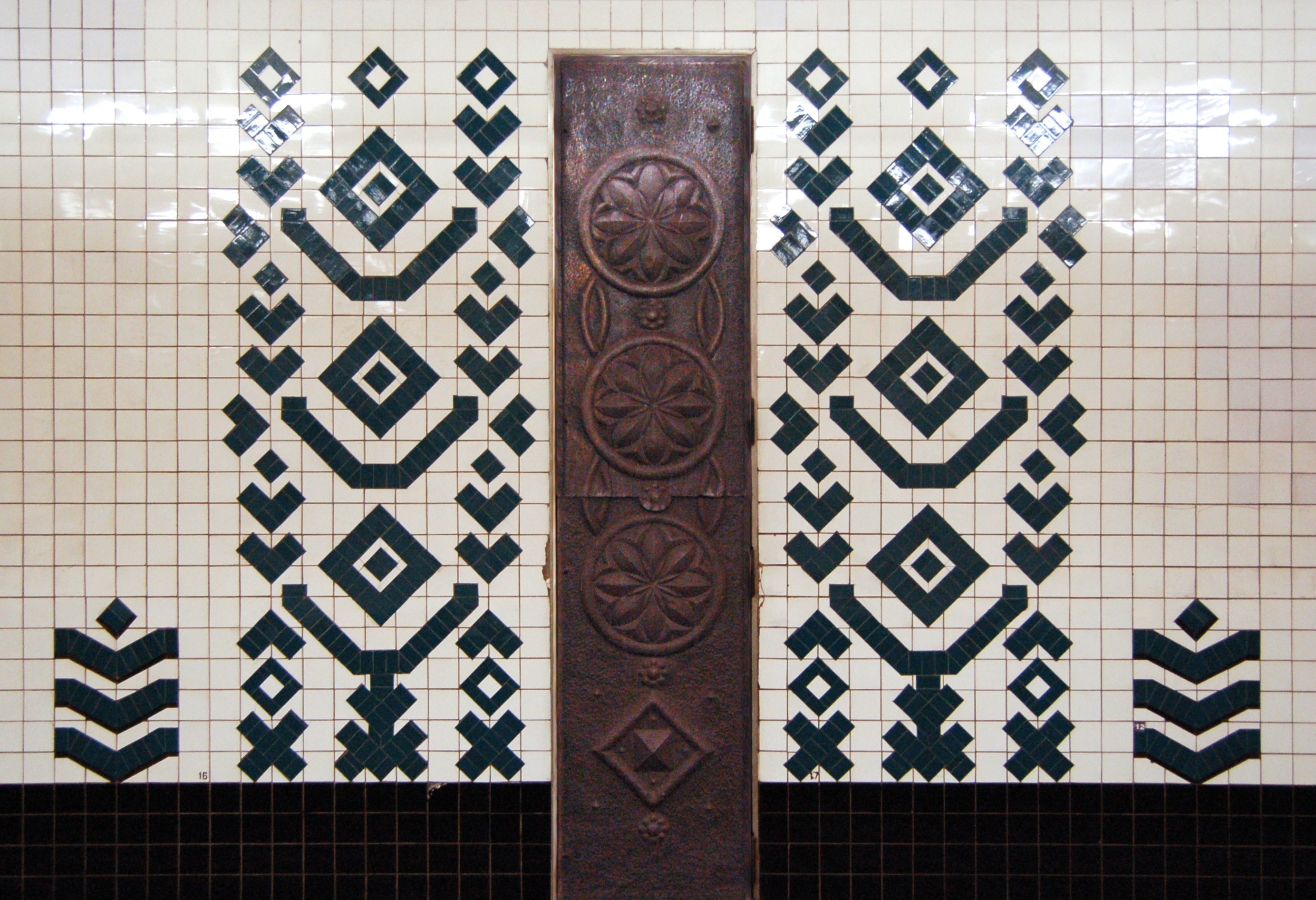
Орнамент на путевой стене
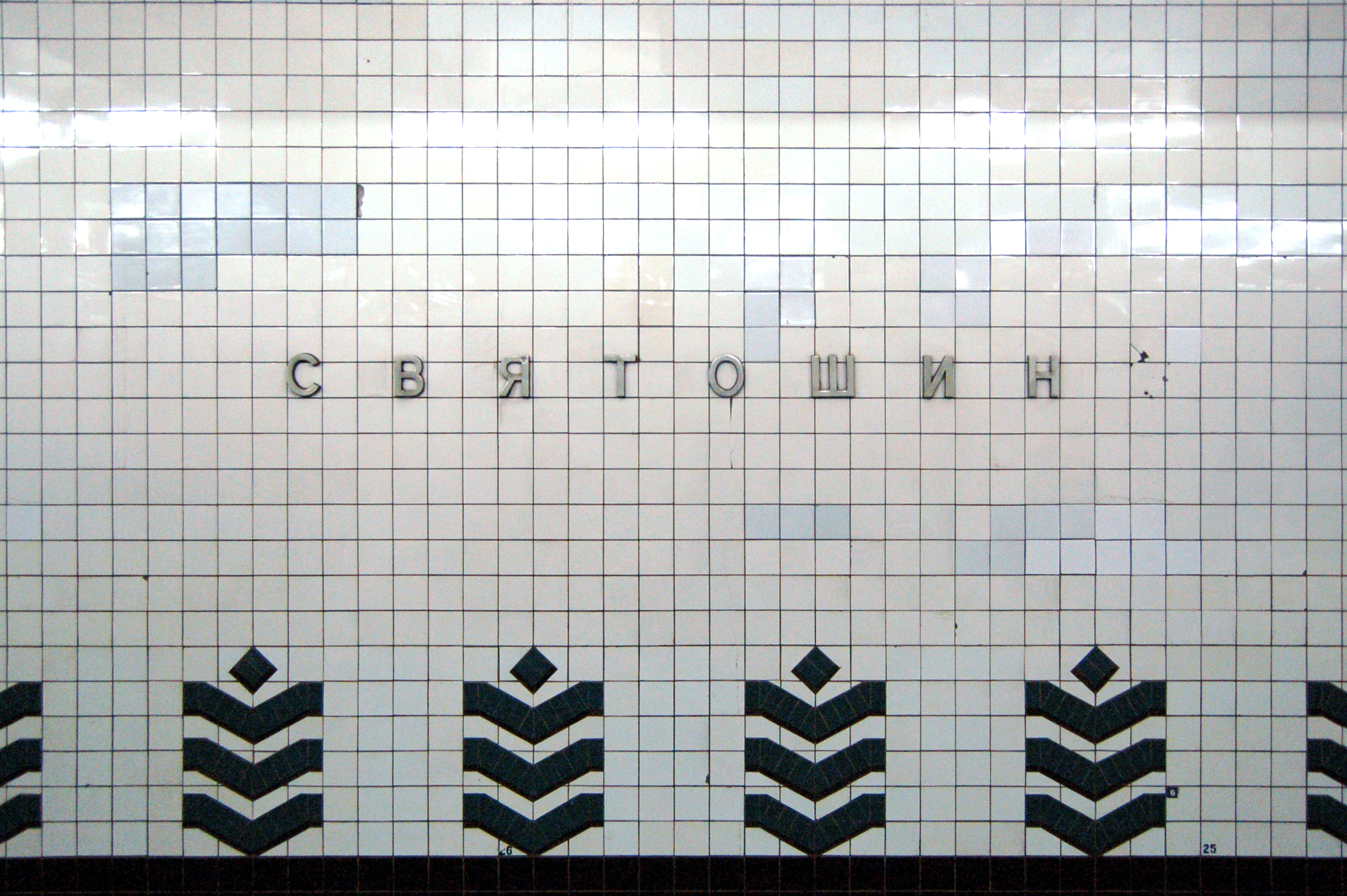
Название на путевой стене

## Режим работы
Открытие — 5:36, закрытие — 0:07
Отправление первого поезда в направлении:

ст. «Лесная» — 5:40

ст. «Академгородок» — 6:09
Отправление последнего поезда в направлении:

ст. «Лесная» — 0:10

ст. «Академгородок» — 0:37